# Coppa di Francia 2011-2012 (calcio femminile)
La Coupe de France féminin 2011-2012 è stata l'11ª edizione della Coppa di Francia riservata alle squadre femminili, la prima che adottava la nuova denominazione in luogo della precedente Challenge de France. La finale si è svolta a Bourges ed è stata vinta dall'Olympique Lione per la seconda volta nella sua storia superando in finale il Montpellier con il risultato di 2-1 grazie alla doppietta decisiva siglata da Lotta Schelin.

## Fase regionale
Le squadre appartenenti ai campionati regionali si sfidano per prime in gare ad eliminazione diretta fino all'11 dicembre 2011. 

## Fase federale

### Primo turno
Si aggiungono alle squadre rimanenti dal turno precedente le 36 squadre appartenenti al campionato Division 2 e si sfidano in gare ad eliminazione diretta.
Le gare si svolgono a partire dall'8 gennaio 2012 tranne SC Abbeville - FC Rouen e RC Saint-Denis - FC La Rochette Vaux le Pénil che si disputeranno la settimana successiva.
| Squadra 1                   | Risultato       | Squadra 2                    |
| --------------------------- | --------------- | ---------------------------- |
| SC Abbeville                | 1 - 1 (1-3 dtr) | Rouen                        |
| Amiens Montières            | 0 - 1           | Condéen                      |
| Argenteuil FC               | 2 - 7           | ES Cormelles-le-Royal        |
| FCE Arlac                   | 9 - 0           | FC Ally Mauriac              |
| FC Athis Mons               | 1 - 0           | AS Pont de l'Arche           |
| Étoile d'Aubune             | 1 - 0           | US Véore                     |
| US Blanzynoise              | 1 – 2           | Le Puy Foot                  |
| Bourges Football            | 2 - 1           | VGA Saint-Maur               |
| FC Bergot                   | 0 - 4           | Saint-Herblain OC            |
| Caluire FF 1968             | 1 - 4           | ES Arpajonnaise              |
| US Cannes-Bocca             | 0 - 4           | US Villeneuve-lès-Maguelone  |
| CS Changé                   | 0 - 4           | Tours FC                     |
| Colombes FC                 | 1 – 7           | FC Woippy                    |
| Compiègne                   | 3 - 3 (4-2 dtr) | Issy                         |
| CF Couffé                   | 2 - 1           | Ploërmel FC                  |
| SC Cruas                    | 0 – 2           | AS Saint-Christol lez Alès   |
| Dommartin Tour AFC          | 0 - 0 (4-5 dtr) | RCF Mâcon                    |
| ASSF Épinal                 | 0 - 2           | Digione                      |
| RC Saint-Denis              | 0 - 2           | FC La Rochette Vaux le Pénil |
| FC flérien                  | 0 - 4           | ESM Gonfreville-l'Orcher     |
| ASIM Illzach Modenheim      | 1 - 6           | US Saint-Vit                 |
| Union Jurançonnaise         | 1 - 2           | Blanquefort                  |
| La Roche-sur-Yon            | 4 – 1           | CBOSL Football               |
| SC Lafrançaise              | 4 - 1           | SC Sarrancolin               |
| FC Lorient                  | 3 - 0           | CPBB Rennes                  |
| Lumbres Olympique           | 1 - 3           | FC Templemars                |
| FAF Marseille               | 1 - 2           | Nîmes                        |
| Monteux                     | 2 - 0           | Claix                        |
| AS Montmerle                | 1 - 5           | AS La Sanne                  |
| AS Museau                   | 0 - 7           | AS Châtenoy-le-Royal         |
| CS Naintré                  | 1 - 2           | FC Drouais                   |
| Nancy                       | 1 - 4           | Herblay FAS                  |
| US Orléans                  | 0 – 3           | Le Mans                      |
| CA Paris                    | 2 - 2 (0-3 dtr) | COM Bagneux                  |
| ES 16e Paris                | 0 - 6           | Corne USC                    |
| AS Plédéliac                | 3 - 2           | Quimper Cornouaille          |
| ESTC Poitiers               | 4 – 2           | Montigny                     |
| FC Rossfeld                 | 0 - 5           | CS Mars Bischheim            |
| US Rouvroy                  | 6 - 0           | Leers omnisports             |
| FC Sablé sur Sarthe         | 0 – 2           | Saint Georges de Montaigu FC |
| Saessolsheim US             | 0 – 4           | AS Algrange                  |
| Plaine Revermont Football   | 1 - 6           | CS Nivolas-Vermelle          |
| AS Saint-Martin en Haut     | 0 - 0 (3-0 dtr) | Aulnat Sportif               |
| AS Saint-Quentin            | 14 - 0          | Dijon Université             |
| AS Sainte-Christie/Preignan | 2 – 4           | ES Saint-Simon               |
| Olympique de Saumur         | 0 - 2           | FC Domont                    |
| SC Thiberville              | 1 - 1 (4-5 dtr) | US Gravelines                |
| Tolosa                      | 4 – 1           | ASPTT Albi                   |
| ES Troyes AC                | 0 – 2           | Arras                        |
| AS Vabres l'Abbaye          | 0 - 4           | Montpellier ASPTT            |
| Varetz AC                   | 2 - 9           | Limoges LF                   |
| ASCA Wittelsheim            | 0 – 2           | Besançon RC                  |

### Secondo turno
Nei Trentaduesimi di finale si aggiungono alle squadre rimanenti dal turno precedente 12 club del campionato Division 1.
Le gare si svolgono il 29 gennaio ad eccezione di EA Guingamp - Paris SG che si gioca il gioco precedente. 
| Squadra 1                    | Risultato       | Squadra 2                   |
| ---------------------------- | --------------- | --------------------------- |
| ES Arpajonnaise              | 1 - 0           | Digione                     |
| FC Athis Mons                | 0 - 3           | US Gravelines               |
| Étoile d'Aubune              | 0 - 0 (5-6 dtr) | ES Saint-Simon              |
| COM Bagneux                  | 1 - 2           | ES Cormelles-le-Royal       |
| CS Mars Bischheim            | 1 - 2           | Arras                       |
| Blanquefort                  | 4 – 1           | Tours FC                    |
| AS Châtenoy-le-Royal         | 1 – 2           | RCF Mâcon                   |
| Condéen                      | 2 - 0           | Rouen                       |
| Corne USC                    | 1 - 1 (6-5 dtr) | ESTC Poitiers               |
| CF Couffé                    | 2 – 1           | Limoges LF                  |
| FC Domont                    | 0 - 0 (4-2 dtr) | AS Algrange                 |
| FC Drouais                   | 0 - 20          | Le Mans                     |
| Guingamp                     | 0 - 1           | Paris Saint-Germain         |
| FC La Rochette Vaux le Pénil | 1 - 4           | ESM Gonfreville-l'Orcher    |
| SC Lafrançaise               | 1 – 4           | US Villeneuve-lès-Maguelone |
| Le Puy Foot                  | 0 - 2           | Saint-Étienne               |
| Olympique Lione              | 6 – 0           | Yzeure                      |
| Monteux                      | 0 - 0 (3-4 dtr) | Tolosa                      |
| AS muretaine                 | 2 - 2 (3-4 dtr) | Rodez                       |
| CS Nivolas-Vermelle          | 2 - 0           | Besançon RC                 |
| Nîmes                        | 1 - 2           | Montpellier                 |
| AS Plédéliac                 | 1 – 7           | FC Lorient                  |
| US Rouvroy                   | 0 - 5           | Herblay FAS                 |
| AS Saint-Christol lez Alès   | 1 - 1 (3-1 dtr) | Montpellier ASPTT           |
| Saint Georges de Montaigu FC | 1 - 1 (5-4 dtr) | FCE Arlac                   |
| Saint-Herblain OC            | 0 - 7           | FCF Juvisy                  |
| AS Saint-Martin en Haut      | 2 – 3           | Bourges Foot                |
| US Saint-Vit                 | 0 - 2           | AS La Sanne                 |
| Soyaux                       | 2 – 2 (2-3 dtr) | La Roche-sur-Yon            |
| FC Templemars                | 1 - 1 (1-3 dtr) | Compiègne                   |
| Vendenheim                   | 1 - 3           | Hénin-Beaumont              |
| FC Woippy                    | 5 - 1           | AS Saint-Quentin            |

## Sedicesimi di finale
Le gare si sono svolte il 19 febbraio 2012 tranne FC Hénin-Beaumont - FCF Juvisy e AS Saint-Étienne - Olympique Lione tre giorni più tardi.
| Squadra 1                    | Risultato       | Squadra 2                |
| ---------------------------- | --------------- | ------------------------ |
| ES Arpajonnaise              | 1 - 2           | Blanquefort              |
| CF Couffé                    | 1 - 2           | Condéen                  |
| FC Domont                    | 1 - 7           | Arras                    |
| US Gravelines                | 4 - 3           | ES Cormelles-le-Royal    |
| Herblay FAS                  | 2 - 4           | Compiègne                |
| Hénin-Beaumont               | 1 - 3           | FCF Juvisy               |
| La Roche-sur-Yon             | 3 – 0           | Corne USC                |
| AS La Sanne                  | 1 - 0           | Bourges Football         |
| FC Lorient                   | 1 - 2           | Le Mans                  |
| CS Nivolas-Vermelle          | 3 - 0           | RCF Mâcon                |
| AS Saint-Christol lez Alès   | 0 - 6           | Tolosa                   |
| Saint-Étienne                | 0 - 4           | Olympique Lione          |
| Saint Georges de Montaigu FC | 0 - 15          | Paris Saint-Germain      |
| ES Saint-Simon               | 0 – 5           | Montpellier              |
| US Villeneuve-lès-Maguelone  | 0 - 1           | Rodez                    |
| FC Woippy                    | 3 – 3 (5-4 dtr) | ESM Gonfreville-l'Orcher |

## Ottavi di finale
Le gare si sono svolte il 12 marzo 2012. 
| Squadra 1           | Risultato       | Squadra 2           |
| ------------------- | --------------- | ------------------- |
| Tolosa              | 1 - 0           | Blanquefort         |
| Arras               | 3 - 0           | Condéen             |
| Le Mans             | 1 – 1 (1-3 dtr) | US Gravelines       |
| FC Woippy           | 1 - 1 (2-4 dtr) | Compiègne           |
| FCF Juvisy          | 0 - 0 (3-4 dtr) | Paris Saint-Germain |
| CS Nivolas-Vermelle | 0 - 2           | La Roche-sur-Yon    |
| AS La Sanne         | 0 - 7           | Olympique Lione     |
| Montpellier         | 0 - 0 (4-2 dtr) | Rodez               |

## Quarti di finale
Il sorteggio è stato effettuato il 21 marzo 2012 e le gare si sono svolte il 8 aprile 2012.
| Squadra 1           | Risultato | Squadra 2     |
| ------------------- | --------- | ------------- |
| Olympique Lione     | 11 - 1    | Compiègne     |
| Paris Saint-Germain | 7 - 0     | US Gravelines |
| La Roche-sur-Yon    | 2 - 3     | Arras         |
| Montpellier         | 5 - 1     | Tolosa        |

## Semifinali
Il sorteggio è stato effettuato nello stesso momento dei Quarti di finale e le gare si sono svolte il 28 aprile e 1 maggio 2012.
| Squadra 1           | Risultato | Squadra 2       |
| ------------------- | --------- | --------------- |
| Arras               | 0 - 8     | Olympique Lione |
| Paris Saint-Germain | 0 – 1     | Montpellier     |

## Finale
| Arbitro: | Coppola |

|                 |           |             |
| Schelin 1’, 13’ | Marcatori | 76’ Pervier |